# Ilha de Alcatrazes
Ilha de Alcatrazes är en ö i Brasilien.   Den ligger i delstaten São Paulo, i den sydöstra delen av landet, 1 000 km söder om huvudstaden Brasília.